# Ernő Lajos hesseni nagyherceg
Ernő Lajos hesseni nagyherceg (németül: Großherzog Ernst Ludwig von Hessen und bei Rhein, teljes nevén Ernst Ludwig Karl Albert Wilhelm; Darmstadt, 1868. november 25. – Wolfsgarten kastély Langenban, 1937. október 9.) 1892–1918 között Hessen nagyhercege, 1918–1937 között Hessen trónigénylője és címzetes nagyhercege.

## Származása és gyermekkora
Ernő Lajos herceg 1868 novemberében jött világra IV. Lajos hesseni nagyherceg és Aliz brit királyi hercegnő negyedik gyermekeként, illetve első fiaként. Leánytestvérei közül ketten az orosz cári családba házasodtak be, egyik nővére pedig a porosz királyi család tagjává vált. Édesanyja Viktória brit királynő második leányaként született; híres brit puritánságának és viktoriánus eszméinek megfelelően nevelve gyermekeit. Aliz nagyhercegné és a hesseni udvar viszonylagos szerénysége egyszerű körülményeket biztosítottak a nagyhercegi gyermekeknek, akik alapos és gyakorlatias oktatásban részesültek.
A családot sorozatban érték a csapások. 1873 májusában Ernő Lajos és öccse, Frigyes Vilmos együtt játszottak édesanyjuk szobájában, mikor Frigyes Vilmos herceg kizuhant az egyik ablakon. Bár nem esett nagyot, sérülései halálosnak bizonyultak, mivel a herceg vérzékenységben szenvedett. A betegséget Aliz nagyhercegné örökítette át második fiára és több leányára is. Ernő Lajost nagyon megviselte öccse elvesztése és az, hogy a kisgyermek a szeme láttára hunyt el. 1878 novemberében torokgyíkjárvány tört ki az országban, melyben az egész uralkodócsalád megbetegedett Erzsébet hercegnő kivételével. Mária hercegnő, a legfiatalabb gyermek korán meghalt a kórban, halálát azonban Aliz nagyhercegné egészen addig titkolta testvérei előtt, míg valamelyest meg nem gyógyultak. December elején a nagyhercegné is elkapta a torokgyíkot; december 14-én távozott el a másvilágra. Édesanyjuk elvesztését egyik gyermek sem tudta feldolgozni, főleg Ernő Lajos nem, aki különösen szoros kapcsolatban állt a nagyhercegnével.
A félárva gyermekek nevelését anyai nagyanyjuk vállalta magára. Viktória brit királynő ragaszkodott hozzá, hogy unokái az év több hónapját nála töltsék; s minden tekintetben szigorúan felügyelte a gyermekek oktatását és mindennapjait. A királynő élénk levelezést folytatott unokáival és IV. Lajos nagyherceggel.

## Uralkodása
1892. március 13-án meghalt IV. Lajos nagyherceg, így Ernő Lajos követte édesapját a hesseni trónon. A nagyherceg főként gyermekkora hatására főként a liberalizmus és az angol mintájú, alkotmányos kormányzást tartotta üdvösnek. Ennek szellemében elsősorban országa gyors ütemű fejlesztését tűzte ki céljául; habár keze mind a belügyekben, mind a külpolitikában erősen meg volt kötve a birodalmi gyűlés és az erős császári hatalom által. A nagyherceg politikai nézetei és természete merőben más volt, mint unokatestvéréé, II. Vilmos német császáré; ez többször is kisebb összetűzésekhez vezetett a két uralkodó között.
A nagyherceg egész életében különös érdeklődést tanúsított a művészetek iránt, a kor egyik legadakozóbb mecénásaként vált ismertté. Ő maga is írt verseket, drámákat és különböző értekezéseket; emellett a zeneszerzésben és a festészetben is kipróbálta magát. 1897-ben újjáépíttette a darmstadti kastélyt; az épületet azután ő maga és családja használta állandó lakhelyként. A nagyherceg több utazást is tett külföldre, tanulmányozva a kultúrát és a művészeteket; majd szülőföldjére visszatérve a szecesszió népszerűsítésén, terjesztésén fáradozott. A fiatal, tehetséges művészekről az uralkodók és a németek között egyaránt példátlan bőkezűséggel gondoskodott; 1899-ben megalapította a darmstadti művészeket magába tömörítő és pártfogoló Mathildenhöhe avagy a Darmstädter Künstlerkolonie intézményét. 1901-ben a nagyherceg irányítása alatt egy kiállítás nyílt meg a Mathildenhöhe tagjainak munkáiból, alkotásaiból; az uralkodó azt remélte, a kiállítás ösztönzőleg hat majd a kézműiparra és a művészetekre. Az uralkodó egy nyomdát is létrehozott azzal a szándékkal, hogy elősegítse a könyvek kiadását és terjesztését; 1918-ban egy olvasói klubot alapított. Saját porcelángyűjteményéből múzeumot nyitott a fővárosban, valamint kranichsteini vadászkastélyát eladományozta a célból, hogy egy múzeumnak adjon otthont.
Az első világháború folyamán Ernő Lajos nagyherceg a német hadseregben szolgált magas tiszti beosztásban. 1916-tól kezdve az orosz cári családdal való kapcsolatait arra próbálta felhasználni, hogy megszülethessék a békekötés az oroszok és a németek között; kísérletei mindannyiszor kudarcba fulladtak. Az egyre növekvő elégedetlenség, a világháború elvesztése és a köztársaságpártiak térnyerése a hesseni parlamentben azt eredményezték, hogy az 1918-as német forradalom során felszólították a lemondásra. Ernő Lajos nagyherceg ennek nem tett eleget, a hesseni trónról hivatalosan soha nem mondott le. 1918. november 8-án a forradalmi mozgalmak vezetői kikiáltották a köztársaságot; Ernő Lajos nagyherceg megszűnt uralkodónak lenni, noha a hesseni korona iránti igényét továbbra is fenntartotta.
Az új hesseni kormány nem űzte el az egykori nagyherceget és családját az országból, megtarthatták birtokaikat és vagyonuk egy részét. A nagyherceg csak részlegesen vonult vissza a közélettől; a politikába nem folyt bele, de jótékonysági és művészeti ügyekben továbbra is érdekelt maradt. 1920-ban Schule der Weisheit néven iskolát alapított a hesseni fővárosban, melynek igazgatójává Hermann von Keyserling grófot és neves filozófust nevezte ki. 1924-ben segítséget nyújtott a nagyhercegi palotában létesített kastélymúzeum kialakításához.

## Házasságai és gyermekei

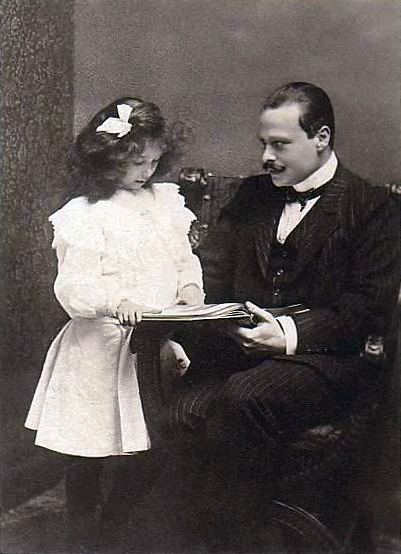
Ernő Lajos hesseni nagyherceg és leánya, Erzsébet

Viktória brit királynő saját maga választotta meg Ernő Lajos hitvesét egy másik unokája, Viktória Melitta edinburgh-i és szász–coburg–gothai hercegnő személyében. Dacára a köztük fennálló unokatestvéri rokonságnak, Viktória Melitta és Ernő Lajos soha nem értették meg egymást. Mindkettejük tiltakozott a nagymama által erőltetett házasság gondolata ellen; végül mégis kénytelenek voltak meghátrálni a királynő akarata előtt.
Az esküvőt 1894. április 4-én tartották a Coburgi Ehrenburg-kastélyban az európai koronás fők jelenlétében. A menyegző egyike volt az év nagy társadalmi eseményeinek; annál is inkább, mivel itt jelentették be II. Miklós orosz cár és Ernő Lajos húga, Alix hercegnő eljegyzését. Ernő Lajosnak és feleségének két gyermeke született, ámbár az egyikük koraszülöttségénél fogva még csecsemőként meghalt:
- Erzsébet Mária hercegnő (1895–1903), kisgyermekként elhalálozott
- koraszülött fiúgyermek (1900. május 25.).

Ernő Lajos és Viktória Melitta frigye a kezdetektől fogva boldogtalannak bizonyult. A nagyherceg nem törődött feleségével, minden idejét egyetlen leányának szentelte; a kis Erzsébet hercegnő éppen ezért sokkal közelebb állt édesapjához, mint édesanyjához. Családi problémáik elől a nagyhercegi pár önfeledt partik, estélyek és szórakoztató teadélutánok adásába menekült. Otthonukban mindenkit szívesen láttak, különösen a művészeket fogadták nagy örömmel. A pár között majdhogynem napi rendszerességgel robbantak ki heves veszekedések, melyek elől a nagyhercegné nővéreihez tett látogatásokban keresett menedéket. Ernő Lajos és Viktória Melitta házassága 1897-ben ment végleg tönkre, amikor a nővérétől hazatérő nagyhercegné rajtakapta férjét egy férfi szolgálóval. Bár a nagyhercegné nem hozta nyilvánosságra az ügyet, a családban mindenki értesült róla. Viktória királynő egyik nagykövete által szerzett róla tudomást; a királynő mégsem egyezett bele unokái válásába leányukra való tekintettel. 1901 januárjában meghalt Viktória királynő, lehetővé téve a házasság felbontását. A válást 1901. december 21-én mondták ki a Hesseni Legfelsőbb Bíróságon. Mindkét fél örömmel fogadta a házasság felbomlását; az európai udvarokban azonban nagy botrányt kavart.

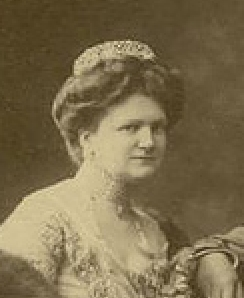
A nagyherceg második felesége, Eleonóra solms–hohensolms–lichi hercegnő

Minthogy egyetlen leánya 1903-ban bekövetkezett halála után nem maradt örököse, Ernő Lajos nagyherceg kénytelennek bizonyult újranősülni. Választása egy jelentéktelen hercegi családból származó leányra esett. Eleonóra solms–hohensolms–lichi hercegnő egyike volt Hermann Adolf solms–hohensolms–lichi uralkodó herceg és Ágnes stolberg–wernigerodei grófnő gyermekeinek. Eleonóra hercegnő és Ernő Lajos menyegzőjét 1905. február 2-án tartották a hesseni fővárosban. Kapcsolatukból két fiúgyermek származott:
- György Donát herceg (1906–1937), Hessen trónigénylője és címzetes nagyhercege
- Lajos Hermann herceg (1908–1968), Hessen trónigénylője és címzetes nagyhercege.

Ernő Lajos nagyherceg 1937. október 9-én hunyt el a wolfsgarteni kastélyban hatvannyolc éves korában. Minthogy a hesseni trón iránti igényéről soha nem mondott le; címzetes hesseni nagyhercegként és az uralkodócsalád fejeként idősebb fia követte őt. Annak ellenére, hogy Ernő Lajos nem uralkodott sokáig, az akkori hesseni kormány állami temetést rendelt el az egykori nagyherceg számára. A Rosenhöhe parkban található családi mauzóleumban temették el november 16-án fiatalon elhalálozott leánya oldalára. Emlékének a Bad Nauheim városában lévő Ernst-Ludwig-Schule állít ma is emléket.

## Fordítás
- Ez a szócikk részben vagy egészben a Louis V de Hesse című francia Wikipédia-szócikk ezen változatának fordításán alapul.  Az eredeti cikk szerkesztőit annak laptörténete sorolja fel. Ez a jelzés csupán a megfogalmazás eredetét és a szerzői jogokat jelzi, nem szolgál a cikkben szereplő információk forrásmegjelöléseként.
- Ez a szócikk részben vagy egészben az Ernest Louis, Grand Duke of Hesse című angol Wikipédia-szócikk ezen változatának fordításán alapul.  Az eredeti cikk szerkesztőit annak laptörténete sorolja fel. Ez a jelzés csupán a megfogalmazás eredetét és a szerzői jogokat jelzi, nem szolgál a cikkben szereplő információk forrásmegjelöléseként.